# محمدآباد چاهک
محمدابادچاهک روستایی در دهستان پسکوه بخش سده شهرستان قائنات استان خراسان جنوبی ایران است. بر پایه سرشماری عمومی نفوس و مسکن در سال ۱۳۹۰ جمعیت این روستا ۶۲۲ نفر (در ۱۷۱ خانوار) بوده‌است.